# Georges et les Secrets de l'Univers
Georges et les Secrets de l'Univers (titre original : George's Secret Key to the Universe) est un roman pour enfants écrit par Lucy Hawking, Stephen Hawking et Christophe Galfard paru en 2007. C'est le premier livre de la série  Georges et le seul coécrit avec Christophe Galfard. Les suites s'intitulent Georges et les Trésors du cosmos, Georges et le Big Bang, Georges et le Code secret et Georges et la Lune bleue.

## Personnages
Ses principaux personnages sont Georges, Eric, Annie, le Dr G. Reeper (ou Greeper) (dans la version française Tiburce Rex ou T-Rex), Ringo et sa bande et Cosmos, le plus puissant ordinateur du monde, qui peut créer des fenêtres pour regarder dans l'espace et des portes qui agissent comme des portails permettant un voyage dans l'espace. Il est écrit comme une histoire et a pour objectif de décrire les divers aspects de l'univers de telle façon qu'il soit accessible aux petits enfants. Il commence par décrire les atomes, les étoiles, les planètes et leurs lunes. Il passe ensuite à la description des trous noirs, qui reste le sujet principal de la dernière partie du livre. À intervalles réguliers tout au long du livre, il y a des photos et des dossiers ainsi que différentes références à des objets universels, y compris une photo de Mars avec ses lunes.